# Taxithelium instratum
Taxithelium instratum är en bladmossart som beskrevs av Brotherus in Renauld och Jules Cardot 1901. Taxithelium instratum ingår i släktet Taxithelium och familjen Sematophyllaceae. Inga underarter finns listade i Catalogue of Life.